# Johann Porst

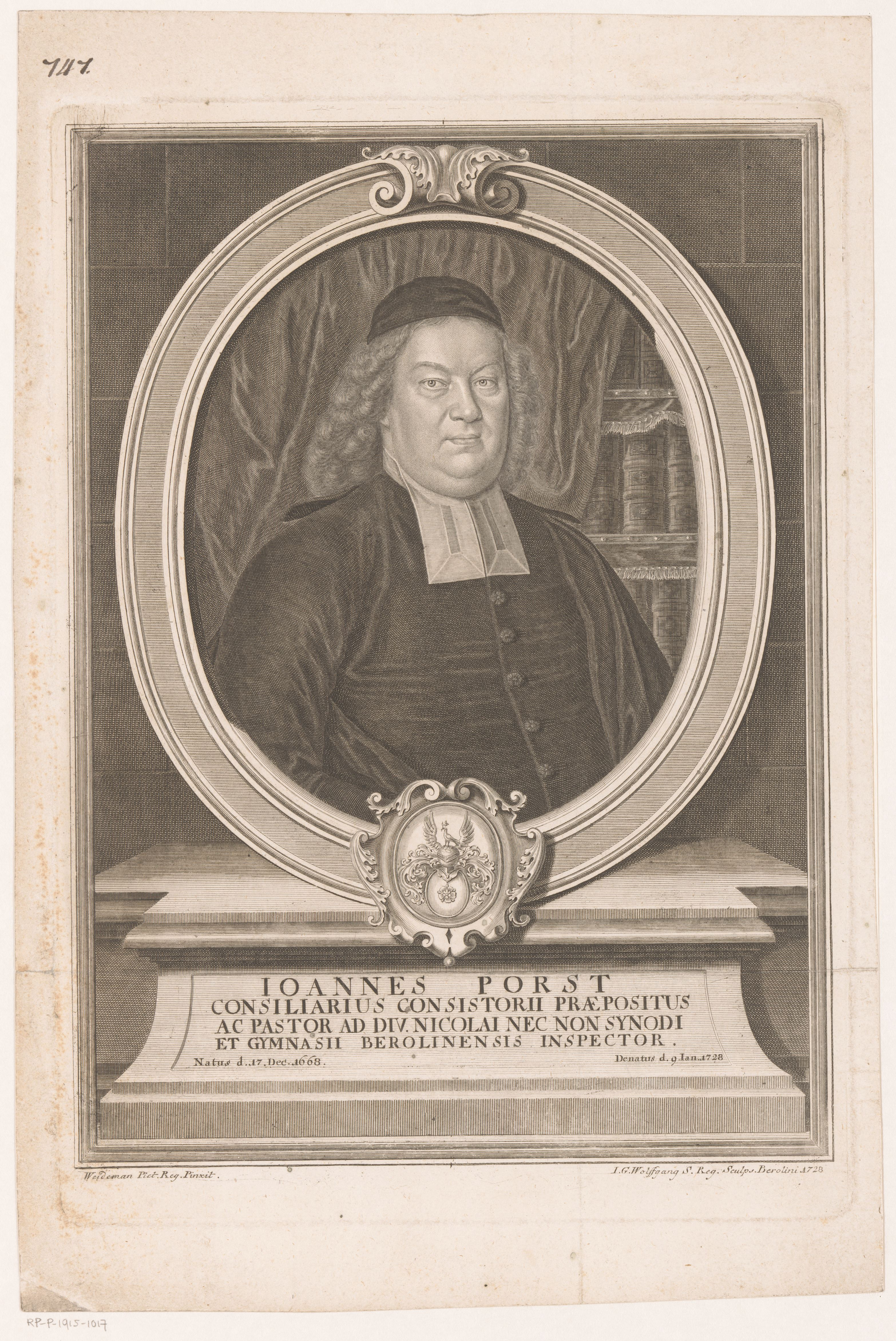
Johann Porst

Johann Porst (* 11. Dezember 1668 in Oberkotzau; † 10. Januar 1728 in Berlin) war ein deutscher evangelischer Geistlicher. Er wirkte zuletzt als Propst an St. Nikolai sowie als Konsistorialrat in Berlin.

## Lebenslauf
Johann Porst wurde am 11. Dezember 1668 in Oberkotzau bei Bayreuth als Sohn des Brauers Konrad Porst und seiner Ehefrau Ursula, geb. Rödel, geboren. Porst besuchte ab August 1683 das Gymnasium im fränkischen Hof und studierte ab Oktober 1689 an der Universität Leipzig. Nach Abschluss seines Studiums wurde er 1692 Hauslehrer beim Superintendenten Lairitz in  Neustadt an der Aisch. In dieser Zeit las er Bußpredigten von Philipp Jacob Spener und besuchte daraufhin dessen Vorlesungen für Kandidaten der Theologie in Berlin.  Darüber hinaus wurde er von Johann Kaspar Schade auf das Predigtamt vorbereitet. Am 3. August 1698 wurde Porst zum Prediger in Malchow berufen. Am 17. Oktober 1699 heiratete er in St. Nikolai Anna Elisabeth Zorn, Tochter des Apothekers Friedrich Zorn. Im November 1704 erfolgte die Berufung zum zweiten lutherischen Prediger an der Friedrichswerderschen und Dorotheenstädtischen Kirche in Berlin. 1709 wählte Königin Sophie Louise ihn zu ihrem Hofprediger und Beichtvater. Nachdem diese Berlin verlassen hatte, berief König Friedrich Porst 1713 zum Pastor primarius zu St. Nicolai und zum Propst von Berlin. Das Amt beinhaltete zugleich das Inspektoramt am Gymnasium zum Grauen Kloster. Nach weiteren drei Jahren ernannte Friedrich I Porst zum Konsistorialrat und Direktor des Armenwesens. Während dieser Zeit wirkte der ebenfalls dem Pietismus zugewandte Superintendent Christoph Matthäus Seidel (1668–1723) von 1717 bis 1723 als adjungierter Propst an St. Nikolai an seiner Seite. Porst verstarb am 10. Januar 1728 mit 59 Lebensjahren in Berlin.

## Wirken

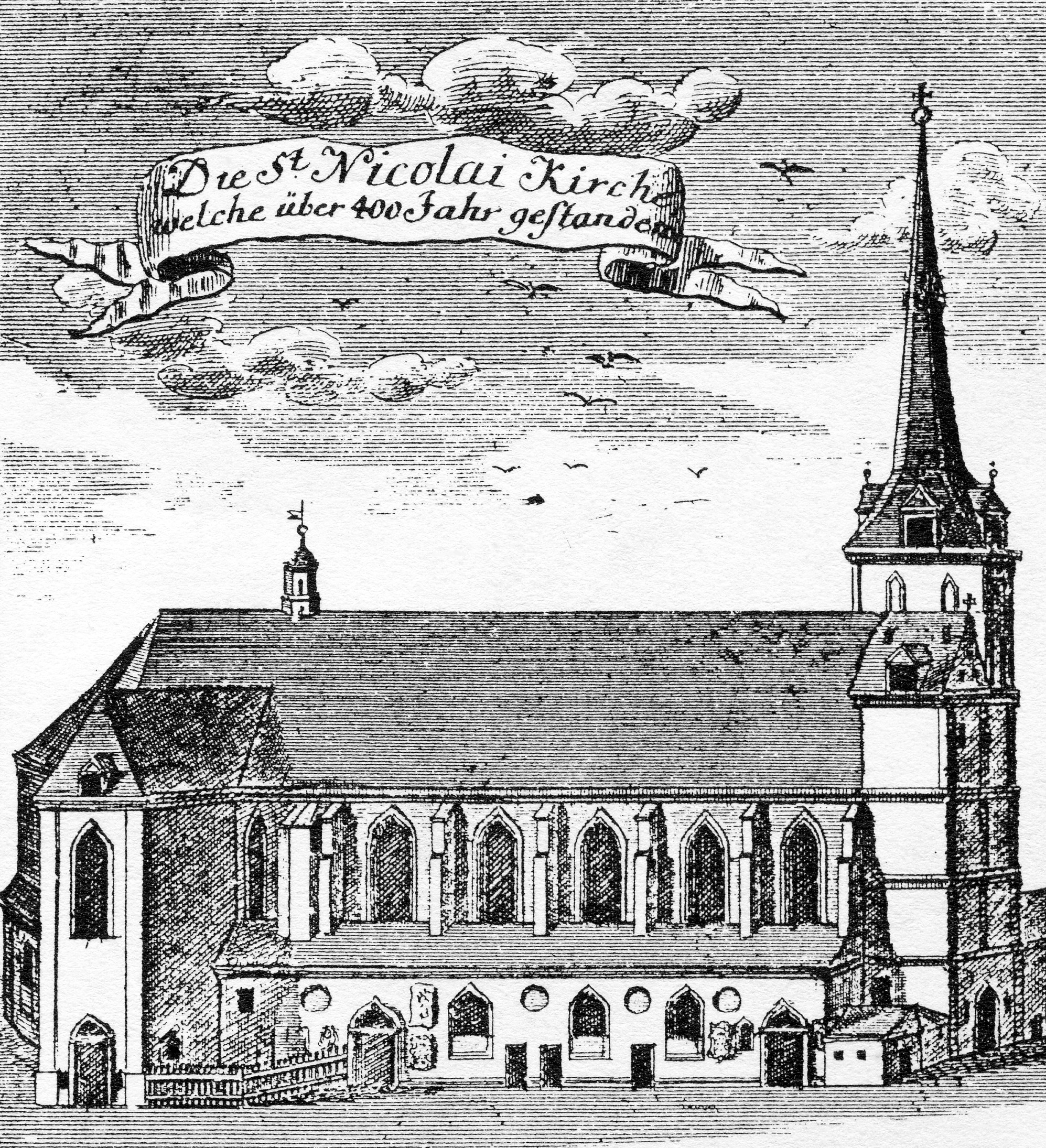
Nikolaikirche in Berlin um 1736. Kupferstich von Johann David Schleuen

Porst gilt durch seine Predigten, Schriften und seinem Engagement für die Armen- und Waisenpflege, dem Vormundswesen, der Handwerkerfürsorge, aber vor allem durch die Herausgabe seiner Sammlung „Geistlicher und lieblicher Lieder“ als wesentlicher Vertreter des Pietismus in Berlin. Die ersten Auflagen seines Gesangbuches erschienen 1708 und 1711 noch ohne Porsts Namensnennung. Weitere Auflagen ersetzten vielfach das zu seiner Zeit gebräuchliche Gesangbuch des ehemaligen Kantors an St. Nikolai Johann Crüger. Die dritte Auflage enthielt 920 Lieder. Lutherlieder erschienen unverändert während andere Lieder im pietistischen Stil bearbeitet wurden. Die Neubearbeitung von 1855 war langhin als Gesangbuch in Berlin, der Provinz Brandenburg und der Provinz Pommern in Gebrauch.
Porst war Glied des Spenerschen Kreises und unterhielt seit 1697 einen regen Briefwechsel mit August Hermann Francke in Halle. Gleichwohl wich er religiös und theologisch vielfach von dem Halleschen Typus des Pietismus ab, indem er eine Mischung aus Luthertum, Mystik und Pietismus vertrat. In der Auseinandersetzung mit schwärmerischen Pietisten, die an St. Nicolai zusammenkamen, bewies er Verständnis und Festigkeit. Porst wurde in St. Nikolai beigesetzt. Die Inschrift auf seinem Epitaph verglich ihn mit einem Wandersmann, der sein Gesicht zum Worte Gottes kehrt, dafür brannte, lobte ihn für seinen Einsatz für die Armen und schloss mit den Worten: „So hat Herr Porst gelebt, so schied er auch von hinnen“.

## Veröffentlichungen (Auswahl)
- Unterredung zwischen einem Evangelischen und einem zur römischen Kirche Abgetretenen. Berlin 1698
- Eilfertig entworffenes und wiederholtes Zeugniß der Wahrheit wieder alle in der Christenheit übliche Lustbarkeiten der Opern, Comödien und anderen Spielen. Johann Wessel Berlin 1706
- Traktat von der Unkeuschheit. Berlin 1707
- Nachricht und Prüfung der Inspirierten und Verhalten der Gläubigen. Berlin 1715
- Von der Verpflegung der Armen. Berlin 1715
- Kurzer Auszug aus denen vornehmsten königlichen Preußischen Edikten und Verordnungen der Chur-Marck Brandenburg, die etwa einem Inspectori, Prediger … zu wissen nötig. Berlin 1725
- Theologia Viatorum Practica. Waisenhaus Halle 1722
- Theologia practica regenitorum. Waisenhaus Halle 1722
- Compendium Theologia Viatorum Practica. Berlin 1723 und Neuauflage Stuttgart 1850
- Deutliche Fragen und Antworten über den Katechismus. Kopenhagen 1723 (dänisch und deutsch)
- Theologia Homiletica in exemplis, oder Besondere Predigten. Halle, in Velegung des Mänsenhauses 1727